# Peppe Lanzetta
Peppe Lanzetta (Nápoles, 6 de febrero de 1956) es un actor y showman italiano. Ha aparecido en más de veinte películas desde 1985.

## Biografía
A finales de la década de 1970 debutó en el cabaret de la Osteria del Gallo de Nápoles con otros artistas locales. Atento a los problemas de los jóvenes, en 1983 presentó su espectáculo Napoletano pentito sobre el tema de la marginación; le siguieron Bombatomica y Roipnol, ambos en 1984. La comparación entre Secondigliano y Nueva York sería el punto de partida de Lenny, un espectáculo en homenaje a Lenny Bruce, producido en 1988. En 1990, antes de dedicarse a la televisión, preparó la obra Caro Achille ti scrivo. También colaboró como autor del texto de varios musicales con autores como Maria Nazionale, Edoardo Bennato, Tullio De Piscopo, James Senese, Enzo Avitabile, Joe Amoruso, Rino Zurzolo, Franco Ricciardi, Massimo Severino y Franco Battiato. Otros proyectos llevaron por título Il vangelo secondo Lanzetta (1986), Il gallo cantò (1993), ll peggio di Lanzetta (1993), Tropico di Napoli (1998), Ridateci i sogni (2001). 
Ha colaborado en varios cortometrajes con directores como Salvatore Piscicelli, Giuseppe Tornatore, Liliana Cavani, Luciano De Crescenzo, Nanni Loy, Mario Martone, Asia Argento, Pasquale Scimeca o Paolo Sorrentino.

## Libros
Ha publicado con la editorial Baldini & Castoldi Incendiami la vita (1996) y Un amore a termine (1998), y con Paravia In gita a Napoli (1997). 

## Filmografía
| Año  | Título                     | Papel                           | Notas                          |
| ---- | -------------------------- | ------------------------------- | ------------------------------ |
| 1985 | Blues metropolitano        |                                 |                                |
| 1986 | The Professor              | L'intrattenitore dei rinfreschi |                                |
| 1986 | Grandi magazzini           | Giuseppe                        |                                |
| 1986 | Il burbero                 | Malfattore                      |                                |
| 1988 | 32 dicembre                | Il fabbricante di fuochi        | (segment "I penultimi fuochi") |
| 1989 | Francesco                  | In the Perugia Prison           |                                |
| 1989 | Scugnizzi                  | Antonio                         |                                |
| 1995 | Nasty Love                 |                                 |                                |
| 1998 | Rehearsals for War         | Silvano                         |                                |
| 1999 | Tifosi                     | Barracuda                       |                                |
| 1999 | Non lo sappiamo ancora     |                                 |                                |
| 2000 | Scarlet Diva               | Maurizio                        | Uncredited                     |
| 2000 | Aitanic                    |                                 |                                |
| 2001 | One Man Up                 | Salvatore                       |                                |
| 2003 | Gli indesiderabili         | Saver Li Fonzi                  |                                |
| 2005 | All the Invisible Children | Stolen Watch Buyer              | (segment "Ciro")               |
| 2008 | Marcello Marcello          | Rozzani                         |                                |
| 2009 | Napoli, Napoli, Napoli     | Padre di Lucia                  |                                |
| 2013 | Take Five                  | 'O Sciomèn                      |                                |
| 2015 | Spectre                    | Lorenzo                         |                                |
| 2017 | Due soldati                |                                 |                                |